# 颱風哈洛拉
颱風哈洛拉（英語：Typhoon Halola），在菲律賓被稱為颱風戈林（英語：Typhoon Goring），是2015年7月的一個規模較小但持續時間較長的熱帶氣旋，在太平洋上橫越7,640公里。哈洛拉是2015年太平洋颶風季的第五個獲命名的風暴，起源於一道位於西太平洋的季風槽，該槽在7月5日擴展到中太平洋。在接下來的幾天裏，系統因风切变的變化而起伏不定，然後於7月10日在夏威夷州西南方發展成熱帶低氣壓。該低氣壓在翌日向西移動時增強為熱帶風暴哈洛拉。哈洛拉於7月13日越過國際日期變更線進入西太平洋，在那裡即時被認定為強烈熱帶風暴。風暴於翌日進一步增強為颱風，然後於7月16日遭遇強烈的風切變，並在經過威克島以南時迅速減弱為熱帶低氣壓。然而，風切變在7月19日放緩，使哈洛拉重新增強。7月21日，哈洛拉再次達到颱風的標準，隨後達到十分鐘持續風速每小時150公里、最低氣壓955百帕（毫巴；28.20英寸汞柱）的最高強度。7月23日起，增強的風切變和乾空氣導致哈洛拉緩慢減弱。系統於7月25日開始轉向北移動並降至低於颱風的標準。哈洛拉於7月26日以熱帶風暴的標準登陸九州，不久後在對馬海峽消散。
颱風最初對威克島構成重大威脅，促使所有人員從該島的軍事基地撤離。然而，在它靠近期間並無造成任何損失。琉球群岛受到暴雨和強風吹襲，德之島的降雨量創歷史新高。水災和山泥傾瀉迫使數千人撤離。儘管甘蔗作物遭受的損失達1.54億日元（124萬美元），但整體損失相對有限。九州有兩人受傷。

## 氣象歷史
颱風哈洛拉的起源可以追溯到一道位於西太平洋的季風槽，該槽在7月3日催生出一個較弱的低層環流。到7月5日，該槽向東擴展到中太平洋並帶來環流。該槽後來在中太平洋促成另外兩個熱帶氣旋：埃拉（Ela）和尤內（Iune）。7月6日，該環流開始變得更有組織。隨著深層對流有所增加，它於翌日開始脫離該槽並向北漂移。7月7日晚上，一個上層反气旋向北移動並遠離環流中心，導致系統受到東风切变影響，其發展趨勢暫時受阻。7月9日晚上，該環流只剩下一團雲層漩渦。然後風切變有所放緩，使暴露的低層環流被深層對流覆蓋。系統繼續組織，並於7月10日上午6時在夏威夷州檀香山西南約1,650公里處發展成熱帶低氣壓。該新生的低氣壓在接下來的幾天裏繼續緩慢地加強，中太平洋颶風中心於7月11日凌晨0時將其升級為熱帶風暴哈洛拉。風暴以北的一個高壓脊引導其向西移，儘管在7月12日該脊被一個上層低壓槽減弱，使哈洛拉的移動得到一定的北向量。該槽還為哈洛拉帶來輕微的西北風切變，導致哈洛拉的一分鐘持續風速達到每小時95公里後便趨於平穩。7月13日凌晨0時，哈洛拉越過国际日期变更线進入西太平洋，該區屬於日本氣象廳的管轄範圍，該氣象廳即時將其認定為強烈熱帶風暴。

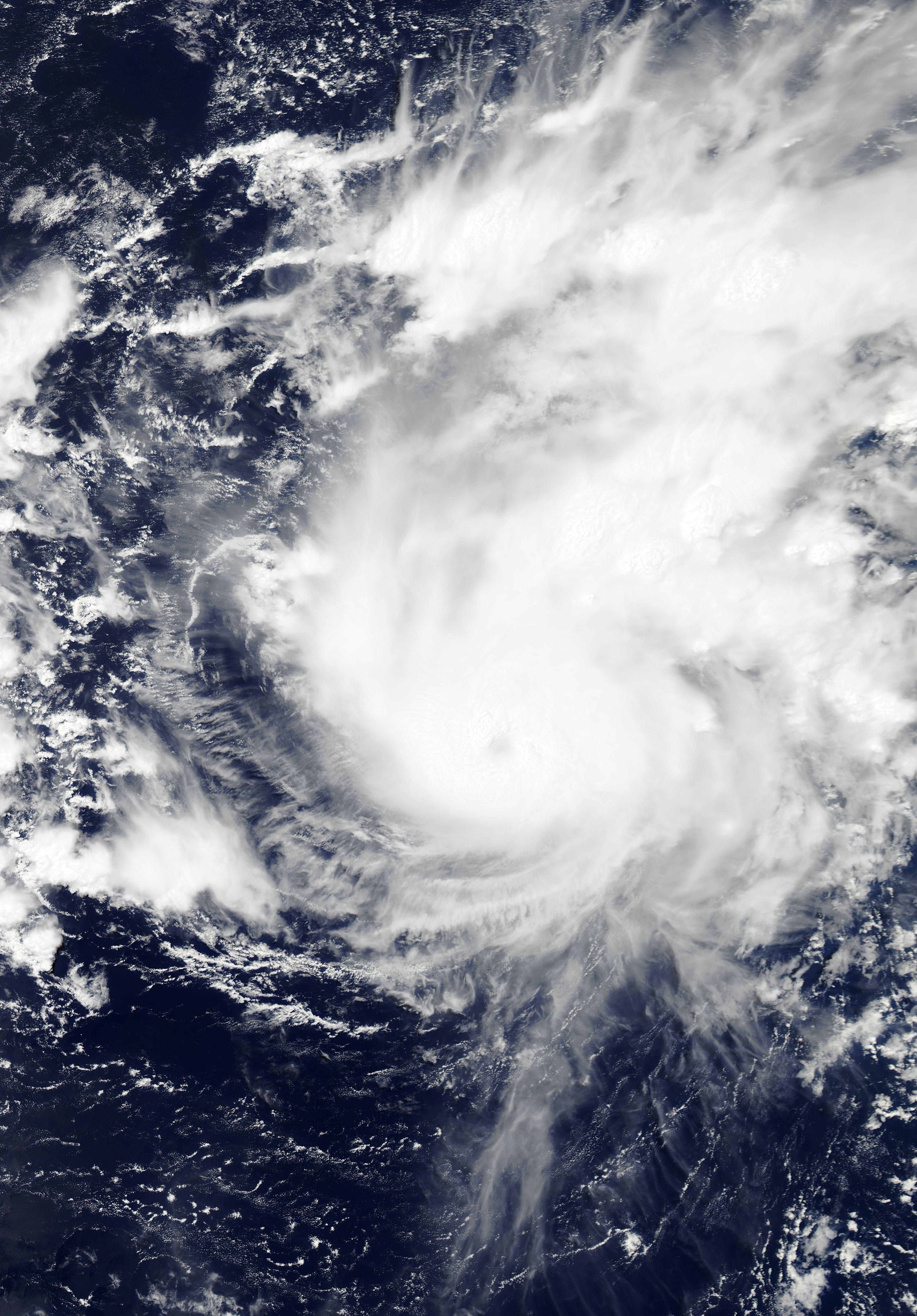
7月14日，位於威克島東南方、接近首波最高強度的颱風哈洛拉

進入西太平洋後，哈洛拉開始迅速增強，形成一個直徑15公里寬的細小風眼及打開良好的外流通道。因此，日本氣象廳評估哈洛拉已於7月14日凌晨0時增強為颱風。儘管眼狀特徵很快便消失，但其對流繼續加深，哈洛拉在上午6時達到十分鐘持續風速每小時130公里的首波最高強度。美國聯合颱風警報中心同時判斷哈洛拉的一分鐘持續風速達每小時155公里，相當於萨菲尔-辛普森飓风风力等级中的二級標準。此後不久，風切變增加和外流量減少導致其逐漸減弱。7月15日上午6時，該系統在靠近威克島時降至低於颱風的標準。7月16日，當哈洛拉從威克島以南掠過時，對流被切離低層環流中心以東，反映系統的結構混亂。在上層環境不利的情況下，哈洛拉於7月17日減弱為熱帶低氣壓，且在未來兩天仍將維持此強度。由於系統在強高壓脊的影響下穩定向西移動，遇到亁空氣，進一步限制其雷暴活動直到7月18日。
7月19日，哈洛拉周邊的環境開始好轉。風切變減弱，風暴向西北偏西移動，進入空氣較濕潤的區域。結果，系統重新開始整合，在晚上6時再次增強為熱帶風暴，成為西北太平洋重生的風暴。當哈洛拉橫過海面溫度接近攝氏30度的水域時，微波卫星影像上可以觀測到一眼狀特徵。隨後風暴迅速增強，系統在7月20日上午6時達到強烈熱帶風暴的標準，18小時後更達到颱風的標準。隨著風暴增強，風眼的直徑收窄到9公里，最終在7月21日晚上6時達到十分鐘持續風速每小時150公里、最低氣壓955百帕（毫巴；28.20英寸汞柱）的最高強度。在接下來的12小時內，哈洛拉的風眼逐漸崩塌但及後重新形成，其強度略有減弱。儘管外流情況轉差，哈洛拉在7月22日的組織仍然良好且系統的結構緊密，聯合颱風警報中心評估它在12時再次達到風力時速155公里的一分鐘持續風速。
7月23日，隨著風切變再次增強，加上乾空氣開始衝擊系統，哈洛拉開始逐漸減弱。颱風在上午8時之前進入菲律賓責任區，菲律賓大氣地球物理和天文服務管理局給予當地名稱「戈林」（Goring）。風暴仍停留在菲律賓東北方較遠洋面並於翌日離開菲律賓責任區。到7月24日晚上，乾空氣完全包圍哈洛拉的環流，導致其對流緩慢地消散。系統於7月25日減弱至低於颱風的標準，並開始轉向北移動。在此期間，哈洛拉橫過琉球群岛，在沖繩島東北方掠過並直接接觸奄美群島。7月26日，哈洛拉以熱帶風暴的標準先在上午9時半登陸长崎县西海市，再於上午10時登陸同縣的佐世保市。氣旋很快便受陸地相互作用影響。數小時後，隨着哈洛拉在九州以北消散，日本氣象廳發佈針對它的最後一報，這結束哈洛拉16天、橫越太平洋長達7,640公里的旅程。

## 影響

### 威克島
颱風哈洛拉是自2006年颱風伊歐凱以來對威克島威脅最大的颱風，該島的颱風警戒在7月14日被提升至第三級，估計風力可達每小時93公里，當天夏威夷國家空軍護衛隊使用波音C-17环球霸王III，將島上的125名防務人員撤離到關島安德森空军基地，之後雖然颱風警戒一度被提升至第二級，不過隨著哈洛拉的減弱而取消，災後軍方在7月18日將人員空投到島上評估受災情況，並清理島上樹木的殘骸，經評估損失微乎其微，島上的機場於7月20日重新運作，島上人員運作恢復正常。

### 日本
隨者颱風哈洛拉接近日本，可能受影響地區的政府單位於7月24日下午召開防災會議，在鹿儿岛县有13,605人撤離，其中超過一半在德之島町，駐日美軍也在戒備狀態，在7月25日陸續對各個基地發出了第一級的颱風警戒；不久後沖繩群島開始受哈洛拉影響，隔日上午在南大東村測得每秒43.7公尺的陣風，7月26日影響奄美群島時雖然已經減弱為強烈熱帶風暴，不過在奄美市仍然測得每秒40.1公尺的陣風，同時在德之島發生較大雨勢，在島上伊仙町的二十四小時累積雨量達444毫米，為1977年設站以來的新紀錄，在德之島町有大約90棟房屋被淹；另外，哈洛拉的暖濕空氣在东北地方與冷空氣交會，導致在東北地區也發生強降雨，在秋田县雄物川的大仙市河段發生潰堤，導致有10棟房屋被淹，全縣有382人撤離；由於哈洛拉登陸時已減弱至熱帶風暴的下限，故沒有重大的災情，在7月27日上午沒有待恢復的停水停電家戶，此時哈洛拉剛剛消散，在全日本僅有2名在風暴中受傷，該2名受傷者分別在长崎县及熊本縣。

#### 統計
| 排行 | 都道府縣 | 市町村         | 測站名稱   | 降水量（mm） |
| ---- | -------- | -------------- | ---------- | ------------ |
| 1    | 鹿兒島縣 | 鹿兒島郡十島村 | 中之島     | 677.5        |
| 2    | 鹿兒島縣 | 熊毛郡屋久島町 | 尾之間     | 644.5        |
| 3    | 鹿兒島縣 | 鹿兒島郡十島村 | 諏訪之瀨島 | 563.5        |
| 4    | 鹿兒島縣 | 大島郡伊仙町   | 伊仙       | 557          |
| 5    | 鹿兒島縣 | 肝属郡南大隅町 | 佐多       | 553.5        |
| 6    | 鹿兒島縣 | 熊毛郡南種子町 | 上中       | 498.5        |
| 7    | 鹿兒島縣 | 熊毛郡屋久島町 | 屋久島     | 485.5        |
| 8    | 高知縣   | 香美市         | 繁藤       | 476.5        |
| 9    | 沖繩縣   | 国頭郡国頭村   | 奥         | 447          |
| 10   | 鹿兒島縣 | 肝属郡錦江町   | 田代       | 436.5        |
| 11   | 鹿兒島縣 | 鹿兒島郡十島村 | 宝島       | 436          |
| 12   | 宮崎縣   | 蝦野市         | 蝦野       | 422.5        |
| 13   | 鹿兒島縣 | 鹿兒島郡十島村 | 小宝島     | 411          |
| 14   | 鹿兒島縣 | 肝属郡肝付町   | 内之浦     | 403          |
| 15   | 鹿兒島縣 | 鹿兒島郡十島村 | 平島       | 402          |
| 16   | 鹿兒島縣 | 鹿屋市         | 鹿屋       | 367          |
| 17   | 鹿兒島縣 | 指宿市         | 指宿       | 363.5        |
| 18   | 鹿兒島縣 | 肝属郡肝付町   | 肝付前田   | 363          |
| 19   | 沖繩縣   | 国頭郡東村     | 東         | 362          |
| 20   | 鹿兒島縣 | 大島郡与論町   | 与論島     | 359.5        |

| 排行 | 都道府縣 | 市町村         | 測站名稱 | 持續風速（m/s） | 風向   | 日期    | 時間     |
| ---- | -------- | -------------- | -------- | --------------- | ------ | ------- | -------- |
| 1    | 沖繩縣   | 島尻郡南大東村 | 南大東   | 31.7            | 南南東 | 7月25日 | 06時11分 |
| 2    | 鹿兒島縣 | 奄美市         | 笠利     | 31.6            | 南南西 | 7月26日 | 00時15分 |
| 3    | 沖繩縣   | 島尻郡北大東村 | 北大東   | 30.5            | 南     | 7月25日 | 06時29分 |
| 4    | 沖繩縣   | 島尻郡南大東村 | 旧東     | 22.8            | 南南西 | 7月25日 | 08時46分 |
| 5    | 鹿兒島縣 | 大島郡和泊町   | 沖永良部 | 22.6            | 北西   | 7月25日 | 17時48分 |
| 6    | 鹿兒島縣 | 大島郡天城町   | 天城     | 22.1            | 南西   | 7月25日 | 23時31分 |
| 7    | 沖繩縣   | 宇流麻市       | 宮城島   | 19.9            | 西南西 | 7月25日 | 17時18分 |
| 8    | 鹿兒島縣 | 鹿兒島郡十島村 | 中之島   | 19.2            | 西南西 | 7月26日 | 04時42分 |
| 9    | 愛媛縣   | 西宇和郡伊方町 | 瀨戶     | 18.6            | 南     | 7月26日 | 12時34分 |
| 10   | 長崎縣   | 長崎市         | 野母崎   | 18.0            | 南東   | 7月26日 | 16時08分 |
| 11   | 鹿兒島縣 | 枕崎市         | 枕崎     | 17.9            | 南南東 | 7月26日 | 10時43分 |
| 12   | 鹿兒島縣 | 大島郡与論町   | 与論島   | 17.8            | 北北西 | 7月25日 | 15時27分 |
| 13   | 鹿兒島縣 | 熊毛郡屋久島町 | 屋久島   | 17.5            | 南     | 7月26日 | 05時50分 |
| 13   | 鹿兒島縣 | 大島郡伊仙町   | 伊仙     | 17.5            | 西     | 7月25日 | 19時33分 |
| 15   | 鹿兒島縣 | 大島郡喜界町   | 喜界島   | 17.4            | 南     | 7月25日 | 23時31分 |
| 16   | 長崎縣   | 雲仙市         | 雲仙岳   | 17.3            | 南東   | 7月26日 | 16時23分 |
| 17   | 長崎縣   | 大村市         | 大村     | 17.0            | 東南東 | 7月26日 | 14時48分 |
| 18   | 熊本縣   | 天草市         | 牛深     | 16.7            | 南東   | 7月26日 | 14時22分 |

| 排行 | 都道府縣 | 市町村         | 測站名稱 | 瞬間風速（m/s） | 風向   | 日期    | 時間     |
| ---- | -------- | -------------- | -------- | --------------- | ------ | ------- | -------- |
| 1    | 沖繩縣   | 島尻郡南大東村 | 南大東   | 43.7            | 南     | 7月25日 | 05時46分 |
| 2    | 沖繩縣   | 島尻郡北大東村 | 北大東   | 41.7            | 南     | 7月25日 | 06時04分 |
| 3    | 鹿兒島縣 | 奄美市         | 笠利     | 40.1            | 南南西 | 7月26日 | 00時14分 |
| 4    | 沖繩縣   | 島尻郡南大東村 | 旧東     | 39.1            | 南南東 | 7月25日 | 06時19分 |
| 5    | 鹿兒島縣 | 鹿兒島郡十島村 | 中之島   | 33.9            | 南南西 | 7月26日 | 06時04分 |
| 6    | 鹿兒島縣 | 大島郡和泊町   | 沖永良部 | 31.9            | 北西   | 7月25日 | 17時39分 |
| 7    | 鹿兒島縣 | 大島郡喜界町   | 喜界島   | 30.9            | 南南西 | 7月25日 | 23時36分 |
| 8    | 鹿兒島縣 | 大島郡伊仙町   | 伊仙     | 29.8            | 西     | 7月25日 | 20時50分 |
| 9    | 鹿兒島縣 | 大島郡天城町   | 天城     | 29.3            | 南西   | 7月25日 | 23時39分 |
| 10   | 鹿兒島縣 | 奄美市         | 名瀨     | 28.7            | 南     | 7月26日 | 01時16分 |
| 11   | 鹿兒島縣 | 熊毛郡屋久島町 | 屋久島   | 27.3            | 南     | 7月26日 | 05時46分 |
| 12   | 鹿兒島縣 | 枕崎市         | 枕崎     | 27.1            | 南南東 | 7月26日 | 08時36分 |
| 13   | 鹿兒島縣 | 大島郡瀬戸内町 | 古仁屋   | 26.8            | 南西   | 7月26日 | 00時20分 |
| 14   | 長崎縣   | 雲仙市         | 雲仙岳   | 26.3            | 南東   | 7月26日 | 16時55分 |
| 15   | 沖繩縣   | 国頭郡国頭村   | 奥       | 25.9            | 西     | 7月25日 | 17時32分 |
| 16   | 鹿兒島縣 | 西之表市       | 種子島   | 25.8            | 南西   | 7月26日 | 12時10分 |
| 17   | 愛媛縣   | 西宇和郡伊方町 | 瀨戶     | 25.6            | 南南東 | 7月26日 | 12時11分 |
| 18   | 熊本縣   | 天草市         | 牛深     | 25.5            | 南東   | 7月26日 | 14時17分 |
| 19   | 沖繩縣   | 宇流麻市       | 宮城島   | 25.0            | 西南西 | 7月25日 | 17時10   |

## 外部連結
- （英文）美國國家颶風中心 （页面存档备份，存于）
- （英文）美國中太平洋颶風中心 （页面存档备份，存于）
- （英文）美國海軍實驗室 （页面存档备份，存于）
- （日語）日本氣象廳首頁 （页面存档备份，存于）
- （英文）聯合颱風警報中心首頁 （页面存档备份，存于）
- （简体中文）中央氣象台首頁
- （繁體中文）中央氣象局首頁 （页面存档备份，存于）
- （繁體中文）香港天文台首頁 （页面存档备份，存于）
- （繁體中文）澳門地球物理暨氣象局首頁 （页面存档备份，存于）
- （英文）菲律賓大氣地球物理和天文管理局首頁 （页面存档备份，存于）

| A    | B   | C | E* | H*  | I* | D    | E  |   |            |
|      |     |   |    |     |    |      |    |   |            |
| F    | 08E | G | H  | 11E | K* | L*   | I  |   |            |
|      |     |   |    |     |    |      |    |   |            |
| J    | K   | L | M* | 16E | N* | M    | O* |   |            |
|      |     |   |    |     |    |      |    |   |            |
| 08C* | N   | O | P  | R   | S  | 09C* |    | 5 | P （历史） |

| 萨菲尔-辛普森飓风风力等级 |    |    |    |    |    |    |
| TD                        | TS | C1 | C2 | C3 | C4 | C5 |